# Rotocalco cinematografico
Il rotocalco cinematografico è una rivista popolare dedicata al mondo del cinema.
Il rotocalco è un settimanale, solitamente di 16 pagine (circa), e racconta, principalmente, del mondo cinematografico, in particolare delle vite degli attori e dei film. È corredato da rubriche che possono essere di corrispondenza o di informazioni cinematografiche.

## Storia

### Nascita e prima diffusione
A partire dai primi anni dieci si assiste alla comparsa delle prime riviste di cinema, ma il rotocalco, testata giornalistica popolare, vede la sua nascita solo tra la fine degli anni venti e gli inizi degli anni trenta. La sua diffusione fu favorita dalle nuove modalità di stampa che davano la possibilità di produrre giornali a basso prezzo, il pubblico di riferimento era prevalentemente femminile.
Il rotocalco è un settimanale, solitamente di 16 pagine (circa), e racconta, principalmente, del mondo cinematografico, in particolare delle vite degli attori e dei film. È corredato da rubriche che possono essere di corrispondenza o di informazioni cinematografiche.
Parte fondamentale di questa testata giornalistica è il cineromanzo, la narrazione romanzata di un film. Scopo di questa sezione era informare il lettore sui nuovi film e di invogliarlo ad andare al cinema, oppure di dare la possibilità, a chi non poteva frequentare le sale, di immaginarsi il film. Le trame dei film e le vite dei divi vengono romanzate, gli attori hanno storie che ricordano Cenerentola, e il cineromanzo cerca di avvicinarsi al romanzo dell'Ottocento.
I rotocalchi cinematografici sono corredati da foto, che ritraggono i divi sia in "pose da star" che in situazioni quotidiane, questo per aiutare il lettore a immedesimarsi nell'attore, imitandone gli atteggiamenti e lo stile di vita.
Ciò che crea il divo è lo status symbol che può essere il cane, la macchina, il taglio di capelli o qualsiasi altra cosa, il divo si crea perché ha oggetti da divo. La star è creata dallo Studio System, senza esso gli attori-divi non esisterebbero, molti non avrebbero nemmeno il nome.

Le foto di scena accompagnano anche il cineromanzo o gli articoli che parlano dei film in lavorazione, dando la possibilità di vedere le scenografie, le macchine da presa e i costumi. Tutto è pensato per coinvolgere il più possibile il lettore.

### Fascismo e dopoguerra
Con l'avvento del regime fascista molti rotocalchi sono costretti a chiudere, in particolare nel 1938, a causa della forte contrazione nell'importazione del cinema statunitense in Europa. L'unico modo per sopravvivere era di occuparsi del cinema italiano, creando così un divismo tutto italiano e un mondo ritagliato nella quotidianità. Emerge anche il cinema di propaganda ed i film di propaganda a favore della guerra.
Dopo la guerra il rotocalco italiano riprende le forme di quello anni trenta, ma con l'aggiunta di informazioni anche sul nuovo divismo italiano, che è più semplice e modesto rispetto alla pomposità di quello americano che è raccontato sotto un velo di ironia. 
I giornalisti spesso si inventano i propri nomi, un esempio incredibile ce lo dà Cesare Zavattini, che quando lavorava per la rivista Cinema Illustrazione, si era inventato inviato a Hollywood. Ovviamente inventava tutto e i fatti sono raccontati con un'ironia molto sottile e piacevole.

Con il rotocalco il cinema americano entra nelle case degli italiani che inizialmente sono incuriositi, poi, con la seconda guerra mondiale, forse ne hanno avuto spavento e infine lo vedono come uno spiraglio per riallacciarsi con il mondo e per sentirsi parte di esso. Il cinema americano porta l'idea di modernità, benessere e indipendenza, crea le mode e i modelli di comportamento e fa sognare gli spettatori.
Anche i rotocalchi fanno parte dell'ingranaggio che ha formato la società e la cultura italiana di massa, grazie ai prezzi bassi tutti potevano comprarlo e riuscire ad essere partecipi di questo macrocosmo che è il cinema.